# Echinolaophonte horrida
Echinolaophonte horrida är en kräftdjursart som först beskrevs av Norman 1876.  Echinolaophonte horrida ingår i släktet Echinolaophonte och familjen Laophontidae. Arten är reproducerande i Sverige. Inga underarter finns listade i Catalogue of Life.